# Israel Kamakawiwoʻole
Israel Kamakawiwoʻole (teljes nevén: Israel Kaʻanoʻi Kamakawiwoʻole; Honolulu, Hawaii, 1959. május 20. – Honolulu, Hawaii, 1997. június 26.) hawaii zenész és énekes. Hawaii meghatározó alakja volt, aki világhírnévre tett szert a mindig pozitív megnyilvánulásainak és gondolkodásmódjának köszönhetően.

## Élete
Hawaii fővárosában, Honoluluban, Oahu szigetén született a Kuakini kórházban. A város Kaimuki nevű negyedében nőtt fel.
Zenei munkásságát, tisztán őslakos hawaii bennszülött származásából kifolyólag a hawaii függetlenség és szuverenitás irányította. 11 éves korában testvérével, Skippy-vel kezdett el zenélni, és később, miután tinédzserként elköltöztek Makahába, megalapították Makaha Sons of Ni'ihau nevű zenekarukat. 1982-ben testvére, Skippy 28 évesen meghalt szívinfarktusban. Ez, valamint édesanyja halála végigkísérte egész életében.
1982-ben, 23 évesen feleségül vette gyermekkori szerelmét, Marlene-t. Hamarosan megszületett gyermekük, Ceslieanne, „Wehi”. 
Az 1990-es években Kamakawiwoʻole újjászületett keresztény lett. 1996-ban megkeresztelkedett a honolului Word of Life Christian Centerben, és a Na Hoku Hanohano Awards ünnepségen nyilvánosan beszélt hitéről. Kamakawiwoʻole a „Ke Alo O Iesu” ( hawaii : Jézus jelenléte ) című dalt is felvette. 

### Zenei karrier
1990-ben jelent meg első átütő sikerű szólóalbuma, amelynek címe Ka 'Ano'i. 1993-ban jelent meg a Facing Future album, amely meghozta számára az igazi világhírnevet. Ezen az albumon található meg számos olyan zenei alkotás, amely a mai napig egyedülálló hangzásvilágával és előadásmódjával páratlan tehetségről tanúskodik: Hawaiʻi 78, White Sandy Beach of Hawaiʻi, Maui Hawaiian Sup'pa Man, Kaulana Kawaiha és a legnagyobb slágere, az eredetileg 1988-ban született, ám akkor ki nem adott Somewhere Over the Rainbow/What a Wonderful World is. Utóbbi dal számtalan filmnek és reklámnak volt már betétdala.
1995-ben két politikai ihletésű dalt adott elő: E Ala E és Kaleohano. 1996-ban jelent meg utolsó albuma, az N Dis Life, amely szülőföldjén elnyerte az Év albuma címet.

## Halála
Számtalan elismerést és díjat kapott mind szülőföldjén, mind pedig sok másik országban világszerte. A legutolsó díjátadóra már nem tudott elmenni, az ünnepséget kórházi ágyából figyelte tévén keresztül. 38 éves korában, 1997. június 26-án halt meg a hatalmas túlsúlya következtében kialakult légzőszervi elégtelenség miatt (343 kg társult a 188 cm-es magasságához, ami 97,2 testtömegindexet jelent).
Ravatalát a parlament épületében állították fel, ahol az első napon több mint 20 000 ember rótta le előtte a tiszteletét. Ő volt a harmadik ember Hawaii történelmében, akit az a megtiszteltetés ért, hogy a parlament épülete adott helyet a ravatalának, és az egyetlen, aki közülük nem politikus volt (a másik két ember John A. Burns kormányzó, illetve Spark Matsunaga szenátor volt). Hamvait több ezer rajongója jelenlétében a Csendes-óceánba szórták 1997. július 12-én.
Utolsó kívánsága szerint a temetésén nem sírtak, hanem mulattak az emberek.

## Diszkográfia
Makaha Sons of Ni'ihau
- No Kristo (1976)
- Kahea o Keale (1977)
- Keala (1978)
- Makaha Sons of Ni'ihau (1979)
- Mahalo Ke Akua (1981)
- Puana Hou Me Ke Aloha (1984)
- Ho'ola (1986)
- Makaha Bash 3 Live (1991)
- Ho'oluana (1992)

Szólóalbumok
- Ka 'Ano'i (1990)
- Facing Future (1993)
- E Ala E (1995)
- N Dis Life (1996)
- The Man and His Music – Iz In Concert (1998)
- Alone In Iz World (2001)
- Wonderful World (2007)
- Somewhere Over the Rainbow: The Best of Israel Kamakawiwoʻole (2011)